# Myrwodoł
Myrwodoł (bułg. Мърводол) – wieś w Bułgarii, w obwodzie Kiustendił, w gminie Newestino. Według danych szacunkowych Ujednoliconego Systemu Ewidencji Ludności oraz Usług Administracyjnych dla Ludności, 15 czerwca 2020 roku miejscowość liczyła 34 mieszkańców.

## Zabytki
Do rejestru zabytków wpisana jest średniowieczna cerkiew pw św. Kozmy i Damiana.